# Городское поселение Кильдинстрой
Городское поселение Кильдинстрой — муниципальное образование в составе Кольского района Мурманской области, Россия.
Административным центром городского поселения является посёлок городского типа Кильдинстрой.

## Население
| 2010  | 2012  | 2013  | 2014  | 2015  | 2016  | 2017  |
| ----- | ----- | ----- | ----- | ----- | ----- | ----- |
| 5270  | ↘5117 | ↘5053 | ↘4985 | ↘4974 | ↗4988 | ↘4957 |
| 2018  | 2019  | 2020  | 2021  | 2023  |       |       |
| ↘4910 | ↘4903 | ↗4958 | ↘4340 | ↘4316 |       |       |

Численность населения, проживающего на территории поселения, по данным Всероссийской переписи населения 2010 года составляет 5270 человек, из них 2519 мужчин (47,8 %) и 2751 женщина (52,2 %).

## Состав
| № | Населённый пункт | Тип населённого пункта      | Население    |
| - | ---------------- | --------------------------- | ------------ |
| 1 | Голубые Ручьи    | населённый пункт            | ↗447 (2010)  |
| 2 | Зверосовхоз      | населённый пункт            | ↘1308 (2021) |
| 3 | Кильдинстрой     | пгт, административный центр | ↘2235 (2023) |
| 4 | Магнетиты        | станция                     | ↘124 (2010)  |
| 5 | Шонгуй           | населённый пункт            | ↘1038 (2010) |

## Местное самоуправление
Главы городского поселения
- Александр Владимирович Игнатьев

Главы администрации
- до 2023 года - Сергей Александрович Селивёрстов
- с 2023 года - Сергей Владимирович Жеребцов